# Керестурский говор
Кере́стурский го́вор (русин. керестурска бешеда, керестурска вариянта руского язика) — один из южнорусинских говоров, распространённый на севере Сербии в селе Руски-Керестур (Руски-Крстур) общины Кула Западно-Бачского округа автономного края Воеводины. Является одним из двух говоров наряду с коцурским, которые сформировались первыми после переселения предков паннонских русинов в середине XVIII века из Карпатского региона в область Бачка и которые дали начало всем остальным южнорусинским говорам.

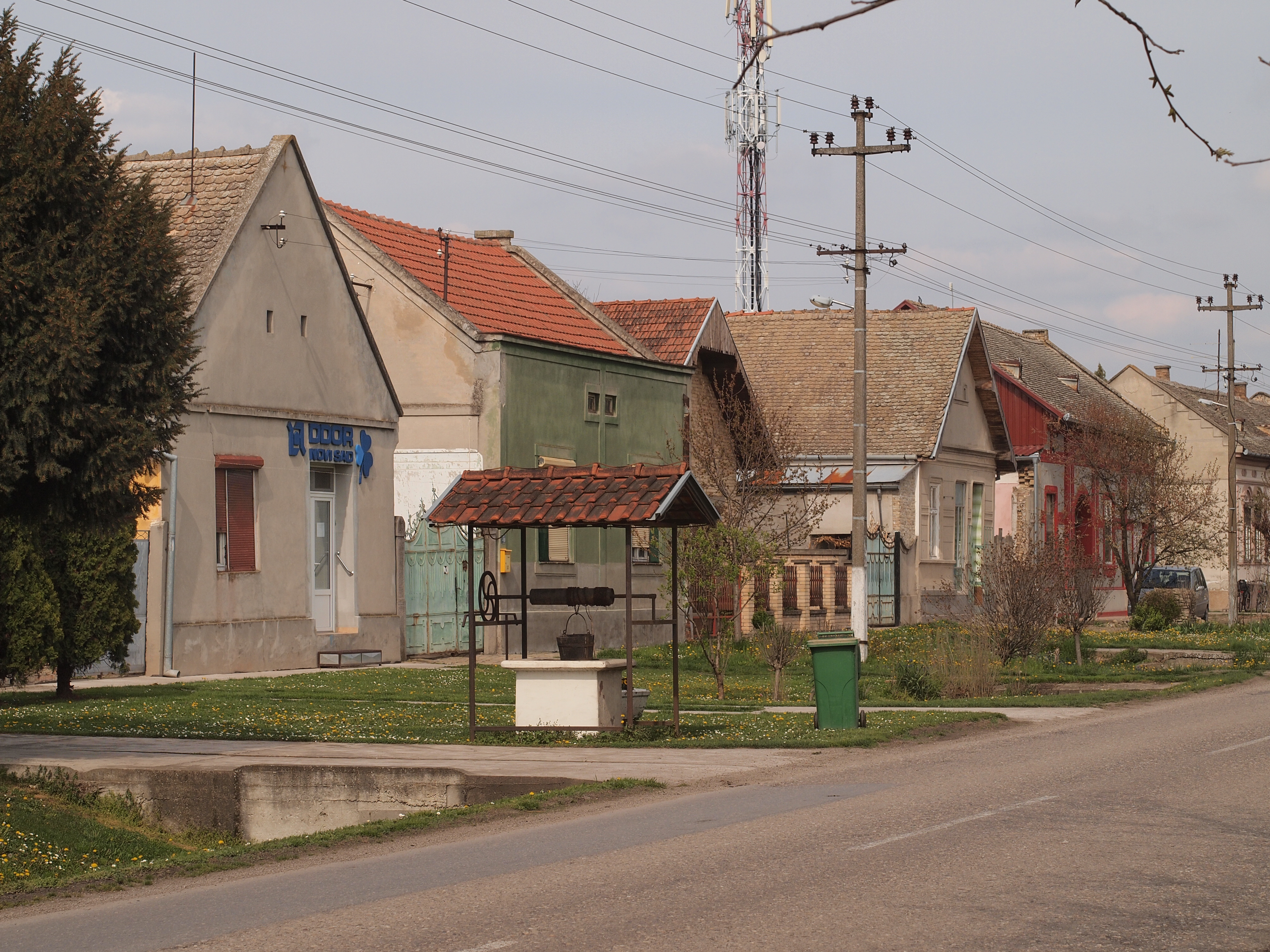
Село Руски-Керестур (Руски-Крстур)

Для керестурского говора характерны такие фонетические черты, как переход л > в в словах типа жовти «жёлтый», распространение сочетания штр на месте праславянского sr’: штреднї «средний», наличие начальной гласной и в слове ище «ещё» и т. д. Среди морфологических черт в говоре Руски-Керестура наиболее заметно выделяется распространение суффиксов глаголов множественного числа перфекта с переднеязычной л (с обозначением окончания как -и): читали «читали». К лексическим особенностям керестурского говора относят наличие таких слов, как бетелїна «клевер», бухти «пончики», дриляц «толкать» и т. д.
Керестурский говор является основой литературного южнорусинского языка, почти все языковые черты этого говора выступают в качестве языковой нормы.

## История
Керестурский говор сформировался в результате переселения русинов в середине XVIII века из северо-восточных венгерских комитатов Шарош, Земплен, Боршод, Абауй-Торна, Сабольч и других на юг, в область Бачка. На новом месте в селе Руски-Керестур у переселенцев из разных карпатских селений с различными диалектными особенностями, а затем и у их потомков постепенно сложились общие языковые черты. Вероятнее всего, преобладающим, выступившим диалектной основой в Руски-Керестуре, стал тот из говоров переселенцев, у которого было наибольшее число носителей. Свидетельством изначальных диалектных различий в речи керестурцев являются сохранившиеся до нашего времени дублеты, которые достались от исходно разных материнских говоров: бешедовац и гуториц «говорить», теметов и архаичное цинтор «кладбище» и т. п. По мнению русинского исследователя Ю. Рамача, бо́льшая часть диалектных различий в южнорусинских говорах сложилась до переселения русинов из Карпатского региона. Меньшая часть различий сложилась в процессе развития говоров в Бачке, включая различия, сформировавшиеся под влиянием сербского языка. Помимо сербского керестурский, как и другие южнорусинские говоры, испытал влияние также немецкого, венгерского и иных языков Воеводины, носители которых жили рядом с русинами.
С конца XVIII века жители Руски-Керестура переселялись в другие селения Бачки (в Дюрдёв (Джюрджево), Нови-Сад, Кулу, Вербас (Врбас) и другие), а также в селения Срема (в Шид, Беркасово, Бачинци, Бикич-До) и Славонии (в Петровци, Миклошевци и другие). Говоры этих населённых пунктов сложились на основе преимущественно керестурских диалектных форм. Вместе с тем в расселении по Бачке, Срему и Славонии участвовали также носители коцурского говора, из-за чего в ряде говоров паннонских русинов за пределами Руски-Керестура и Коцура (Куцуры) могут отмечаться некоторые коцурские диалектные элементы, в том числе и лексические дублеты.
В XIX веке на народном языке в Руски-Керестуре появляются рукописные хроники (самые ранние из сохранившихся рукописей датируются концом XIX века). Позднее, в начале XX века на базе керестурского говора начал развиваться литературный язык паннонских русинов.
В настоящее время село Руски-Керестур является одним из важнейших центров южнорусинских языка и культуры в Воеводине. Оно представляет собой самое большое по численности село с гомогенным русинским населением. Согласно данным переписи 1991 года в Югославии, в Руски-Керестуре насчитывалось 5026 русинов из 5636	жителей села, а по данным переписи 2002 года в Сербии в селе насчитывалось 4483 русина из 5213 жителей. На южнорусинском в Руски-Керестуре говорит как старшее, так и молодое поколение русинов. Отчасти южнорусинским владеют также жители села нерусинской национальности. Родной говор является как основным средством общения в семье, так и коммуникативным средством в общественной жизни села, в частности, в сфере обслуживания.
Основным источником лексических заимствований для жителей Руски-Керестура, как и для жителей остальных русинских сёл и общин, в настоящее время является сербский язык. Кроме того, сербский оказывает воздействие и на других языковых уровнях. В частности, на уровне фонетики. Так, например, в речи молодого поколения керестурцев отмечают произношение аффрикат звонкой d͡ʑ (на письме в сербском — ђ) и глухой t͡ɕ (на письме — ћ) вместо палатальных взрывных ɟ (д’) и c (т’) в словах типа андя «тётя, золовка, невестка, свояченица, сноха», дїдо «дед», контя «пучок». Между тем в отличие от говоров, в которых отмечают сильное сербское влияние (в сёлах и общинах с сербским большинством), в речи жителей Руски-Керестура сохраняются произношение звонкого глоттального спиранта г (ɦ); употребление окончания -има у имён прилагательных, порядковых числительных и местоимений с адъективным типом склонения в форме творительного падежа множественного числа (з добрима людзми «с хорошими людьми»); распространение слов варош «город», покрутки «почки», бухти «пончики», говля «аист», потька «карп, сазан». В то время как в говорах с сильным сербским влиянием отмечают произношение глухого велярного спиранта х на месте г (ɦ), употребление окончания -им (з добрим людзми как в сербском са добрим људима), распространение слов град «город», бубреги «почки», крофни «пончики», рода «аист», шаран «карп, сазан».

## Диалектные особенности
Керестурский говор в южнорусинском ареале противопоставлен по большей части только коцурскому говору, второму основному и старейшему говору паннонских русинов. В целом диалектные различия жителей соседних сёл незначительны и сводятся к некоторым фонетическим особенностям и небольшим отличиям в словарном составе.
К числу фонетических различий относят особенности в произношении некоторых гласных, в частности, в формах градка «грядка, клумба», вартац «сверлить», ище «ещё», парплї «перхоть», посцелка «колыбель, детская кроватка». Этим керестурским формам противопоставляются коцурские формы гредка, вертац, ещи, порплї, посцилка. В области консонантизма отмечаются такие явления, как переход л > в [ў] в формах типа жовти «жёлтый», жовч «желчь», жовчок «желток», вовк «волк» (в праславянском сочетании редуцированного ь с l — ьl > ov); наличие сочетания штр на месте праславянского sr’: штреднї «средний», штригац «стричь» — в коцурском говоре распространено сочетание стр: стреднї, стригац. Также отмечаются особенности в произношении согласных в формах бугна «барабан», бугновац «барабанить», вони «они», кукурикац «кукарекать», тирсовка (палїчка з наду) «палка из камыша, тростника» (с выпадением согласной ц), тлусти «толстый» (с сохранением t перед праславянским сочетанием редуцированного ъ с l — ъl > lu) . В коцурском говоре этим формам соответствуют формы бубен, бубновац, вонї, кукуригац, тирсцовка, клусти.
В числе морфологических особенностей в керестурском говоре отмечают распространение суффикса с переднеязычной л перед окончанием -и у глаголов множественного числа перфекта: бешедовали «говорили», читали «читали», робели «работали, делали», шедзели «сидели». В коцурском говоре выступает суффикс с палатальной л’ перед окончанием -ї: бешедовалї, читалї и т. п. У глаголов с основами на согласные ж, ч и щ (континуанты праславянских g, k, sk) в позиции после рефлекса праславянской гласной *ě отмечаются формы инфинитива и прошедшего времени с суффиксом -а-: бежац «бежать», бечац «блеять», кричац «кричать», вищац «визжать», трещац «трещать»; бежали «бежали», кричали «кричали», вищали «визжали». В коцурском говоре в этих формах выступают суффиксы -и- (у инфинитивов) и -е- (у глаголов прошедшего времени). В ряде случаев могут встречаться различия по роду. Например, в говоре Руски-Керестура распространено имя существительное миша «мышь» женского рода, которому противопоставлено в говоре Коцура слово миш мужского рода. Отмечаются различия также в словообразовании: ряд керестурских и коцурских слов образованы при помощи разных аффиксов. Например, слова капущанїки «пироги с квашеной капустой», ковач «кузнец» и оглавок «недоуздок, оголовье», распространённые в Руски-Керестуре, образованы иными средствами, чем в говоре Коцура: капушнїки, коваль и приглавок.
Также ряд различий между керестурским и коцурским говорами отмечается на лексическом уровне. Так, например, в Руски-Керестуре распространены такие слова, как бетелїна «клевер», бухти «пончики», розмария «розмарин», кичкиридж «нарцисс», чеперки «вилы», мотиль «бабочка», зольнїца «рядно, холст», дриляц «толкать, напирать»; в Коцуре им соответствуют слова требиконїна, пампушки, розмаринг, гвиздочки, рошошки, лепетка, поньвичка, цискац. В некоторых случаях лексика различается по наличию исконных и заимствованных слов. Так, керестурскому сербизму гар «сажа, зола» соответствует коцурское исконное слово пирня, а керестурскому исконному слову кошар «корзина» соответствует коцурское заимствование из сербского корпа. В ряде случаев исконная лексика, общая для говоров Руски-Керестура и Коцура, противопоставляется лексике, схожей с сербской, в речи других южнорусинских селений. Так, например, керестурское и коцурское слово тащок «воробей» противопоставлено слову врабац, используемому в сремских говорах. При этом возможны примеры (как со словом врабац) , когда слово, схожее с сербским, может рассматриваться не как сербское заимствование, а как русинский архаизм.